# Amphidrina glaucistis
Amphidrina glaucistis là một loài bướm đêm trong họ Noctuidae.